# São Simão, Goiás
São Simão este un oraș în Goiás (GO), Brazilia.